# Heraclia superba
Heraclia superba là một loài bướm đêm trong họ Noctuidae.